# Бережанська Земля
Бережанська Земля — трьохтомнний історично-мемуарний збірник, в якому зібрані матеріали про Бережани та Бережанський повіт. Виданий під грифом НТШ накладом і коштом Комітету «Видавництва Бережани» (Нью-Йорк).
1-й том вийшов у 1970 році (Ню Йорк — Париж — Сидней — Торонто), 2-й — у 1998 (Торонто — Ню Йорк — Сидней — Бережани — Козова), 3-й — у 2006.